# Аушев Руслан Султанович
Руслан Султанович Аушев (нар. 29 жовтня 1954) — російський політичний та громадський діяч, перший президент Республіки Інгушетія (1993—2001), голова Комітету у справах воїнів-інтернаціоналістів при Раді глав урядів СНД (1991—2014). Герой Радянського Союзу (1982). Член вищої ради Міжнародного Союзу «Бойове братство — без кордонів».

## Життєпис
Руслан Аушев народився в селі Володарське Володарського району Кокчетавської області Казахської РСР (нині Айиртауський район Північноказахстанська область Казахстан) у сім'ї службовця. За походженням — інгуш. Батько — Аушев Султан-Хамід Юсупович та мати — Аушева Тамара Ісултанівна, було депортовані у Казахстан в лютому 1944 року. У 1971 році закінчив середню школу.
У 1975 році закінчив Орджоникідзевське загальновійськове командне училище імені маршала Радянського Союзу Єременко. У 1975—1976 роках Руслан Аушев командир мотострілецького взводу. У 1976—1979 роках — командир мотострілецької роти. З 1979 по 1980 роки Руслан Аушев начальник штабу мотострілецького батальйону.
У 1981—1982 роках Руслан Аушев командир мотострілецького батальйону в складі обмеженого контингенту радянських військ під час війни у Афганістані.
Руслан Аушев навчався з 1982 по 1985 роки у військовій академії імені Фрунзе.
З 1985 по 1987 року Руслан Аушев начальник штабу полку в складі обмеженого контингенту радянських військ в Афганістані. У 1987—1991 роках був командиром мотострілецького полку, заступником командира з'єднання, заступником начальника управління бойової підготовки об'єднання Далекосхідного військового округу.
Руслан Аушев був народним депутатом СРСР у 1989—1991 роках.
У серпні 1991 року призначений головою Комітету у справах воїнів-інтернаціоналістів при Кабінеті міністрів Радянського Союзу. З серпня по грудень 1991 року голова Комітету у справах воїнів-інтернаціоналістів при президенті СРСР. З березня 1992 року голова Комітету у справах воїнів-інтернаціоналістів при Раді глав урядів держав-учасниць СНД.
З листопада 1992 року Руслан Аушев — повноважний представник тимчасової адміністрації у Інгушетії. У грудні 1992 року заявив про відставку з поста очільника адміністрації Інгушської республіки.
З березня 1993 року Аушев президент Інгушетії. У 2001 році Руслан Аушев склав з себе повноваження Президента Республіки Інгушетія.

## Особисте життя
Одружений, має четверо дітей: двоє синів та дві дочки.